# Litlex
Litlex är en av justitieministeriet i Litauen ägd offentlig och avgiftsfri internettjänst för rättsligt material. Tjänsten omfattar finsk lagstiftning, rättspraxis, myndigheters föreskriftssamlingar (föreskrifter och anvisningar som ministerier och centrala ämbetsverk har utfärdat), statsfördrag och regeringspropositioner.